# Bobby Brown (football, 1953)
Ne doit pas être confondu avec Bobby Brown (football, 1923).
Pour les articles homonymes, voir Bobby Brown et Brown.
Robert « Bobby » Brown est un footballeur professionnel anglais, né le 24 novembre 1953 à Plymouth.
Cet ancien attaquant est devenu entraîneur en France, en particulier à Dunkerque et à Boulogne. Il fut entre-temps le premier responsable du centre de formation du SM Caen.
Avant d'intégrer le SM Caen il a été entraineur de la Maladrerie Omni Sport, club de la banlieue de Caen. Son départ au SM Caen est dû au fait que le SM Caen Malherbe avait recruté des anglais (Graham Durix ...). Et comme Bobby, comme nous l'appelions à la MOS parlait très bien le français cela devait permettre une meilleure intégration des Anglais.

## Carrière

### Joueur
- 1972-1974 : Chelsea  Angleterre
- 1974-1975 : Sheffield Wednesday  Angleterre (21 matchs, 3 buts)
- 1975-1976 : Aldershot Town FC  Angleterre
- 1976-1980 : Boston United FC  Angleterre (114 matchs, 60 buts)[3]
- 1980-nov. 1980 : Thionville FC (Division 2) (4 matchs)
- nov. 1980-1981 : Boston United FC  Angleterre (20 matchs, 7 buts)
- 1981-1983 : SM Caen (Division 3, 48 matchs, 9 buts)[4]

### Entraîneur
- 1983-1987 : Argentan
- 1987-1988 : - Maladrerie Omni Sport : Caen
- 1988-1989 : Entraîneur adjoint SM Caen
- 1989-1991 : Responsable du centre de formation SM Caen[2]
- Jan. 1994-Mars 1998 : FC Bourges
- Mars 1998-Mars 2002 : USL Dunkerque
- Avril 2003-Fév. 2004 : US Boulogne[1]